# Mimì Quilici Buzzacchi
Mimì Quilici Buzzacchi, all'anagrafe Emma Buzzacchi (Medole, 28 agosto 1903 – Roma, 16 giugno 1990), è stata una pittrice italiana.

## Biografia

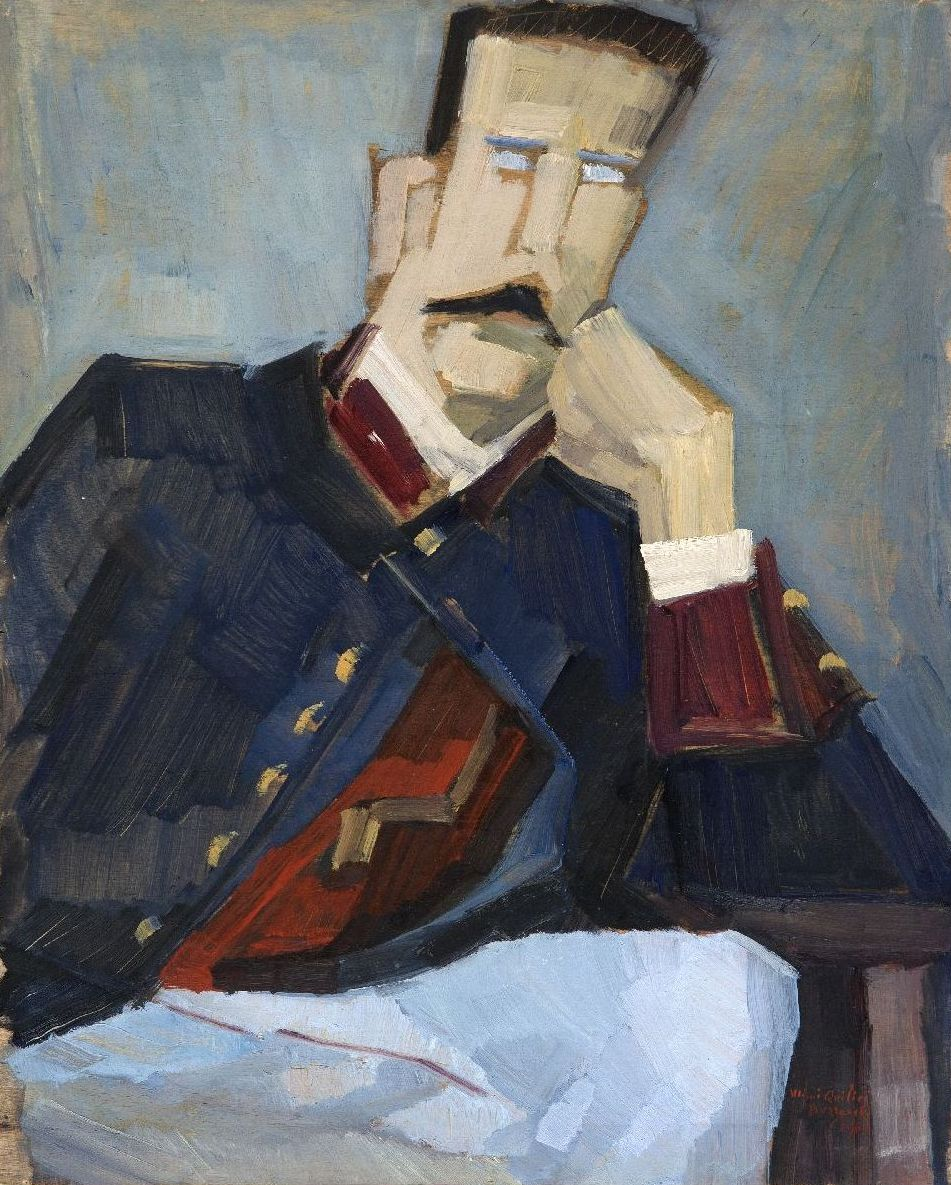
Il nonno garibaldino, 1961, Civica raccolta d'arte Medole

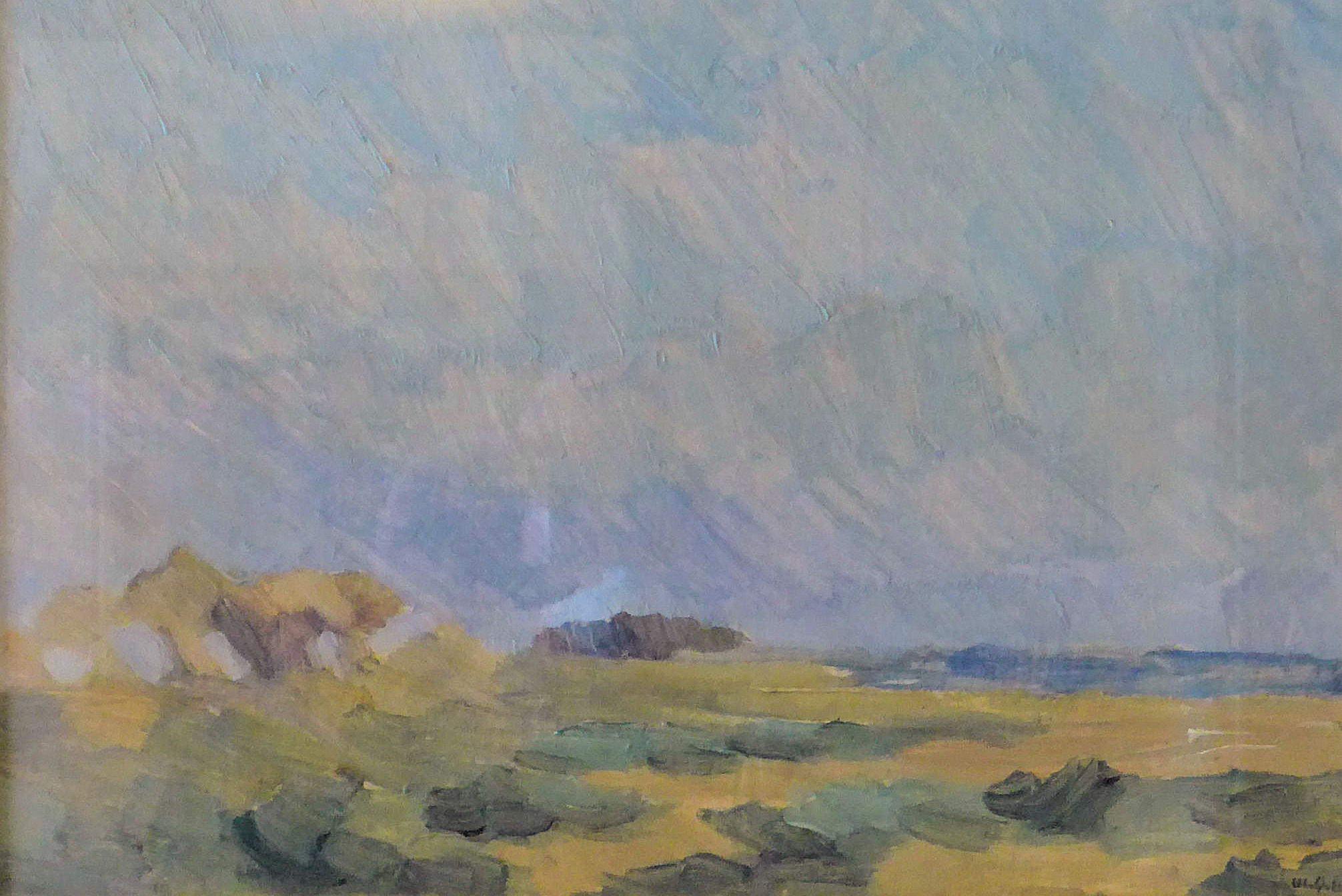
Radura di Fiumicino Civica raccolta d'arte Medole, 1961.

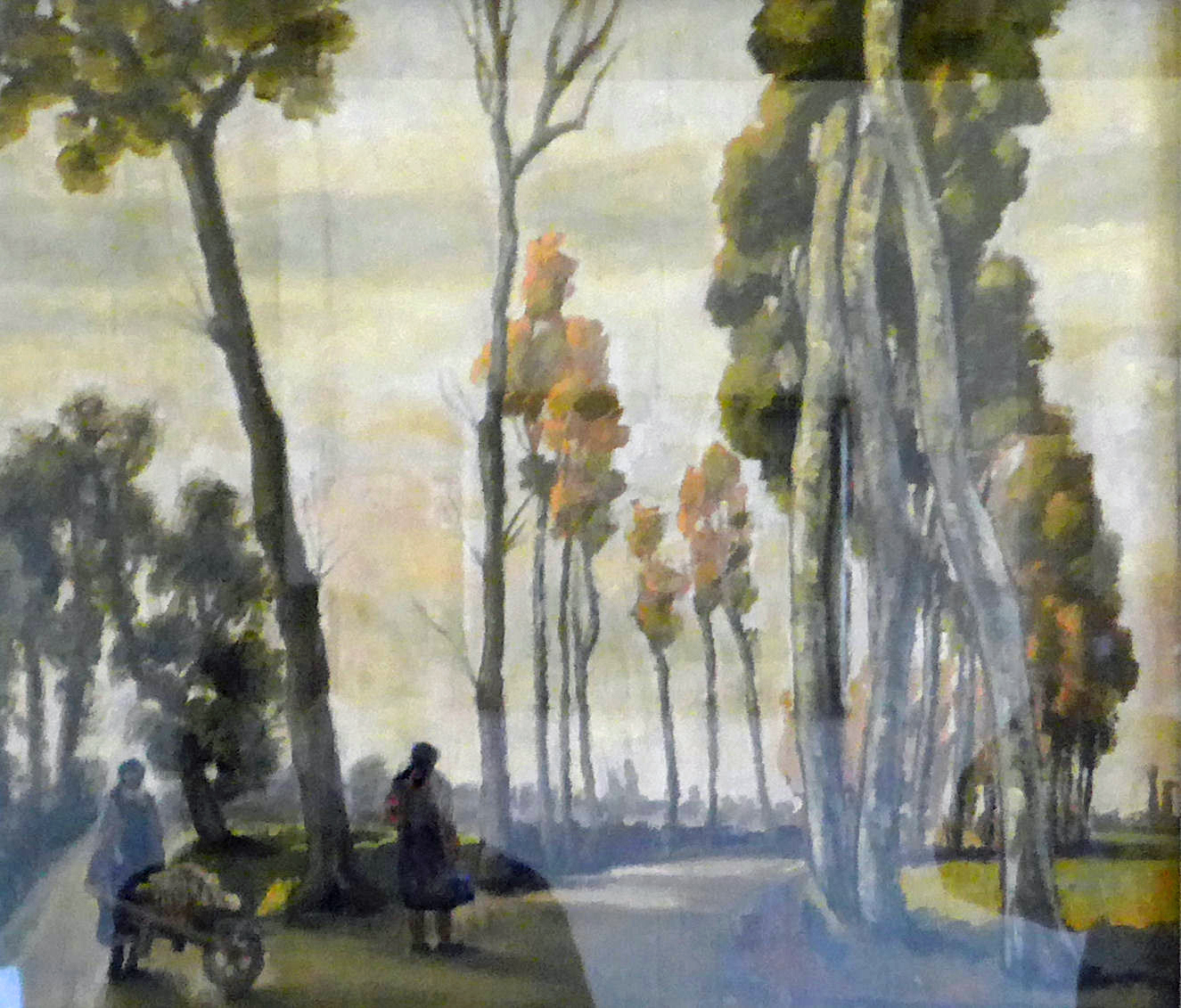
Strada Ponte Novo, Civica raccolta d'arte Medole.

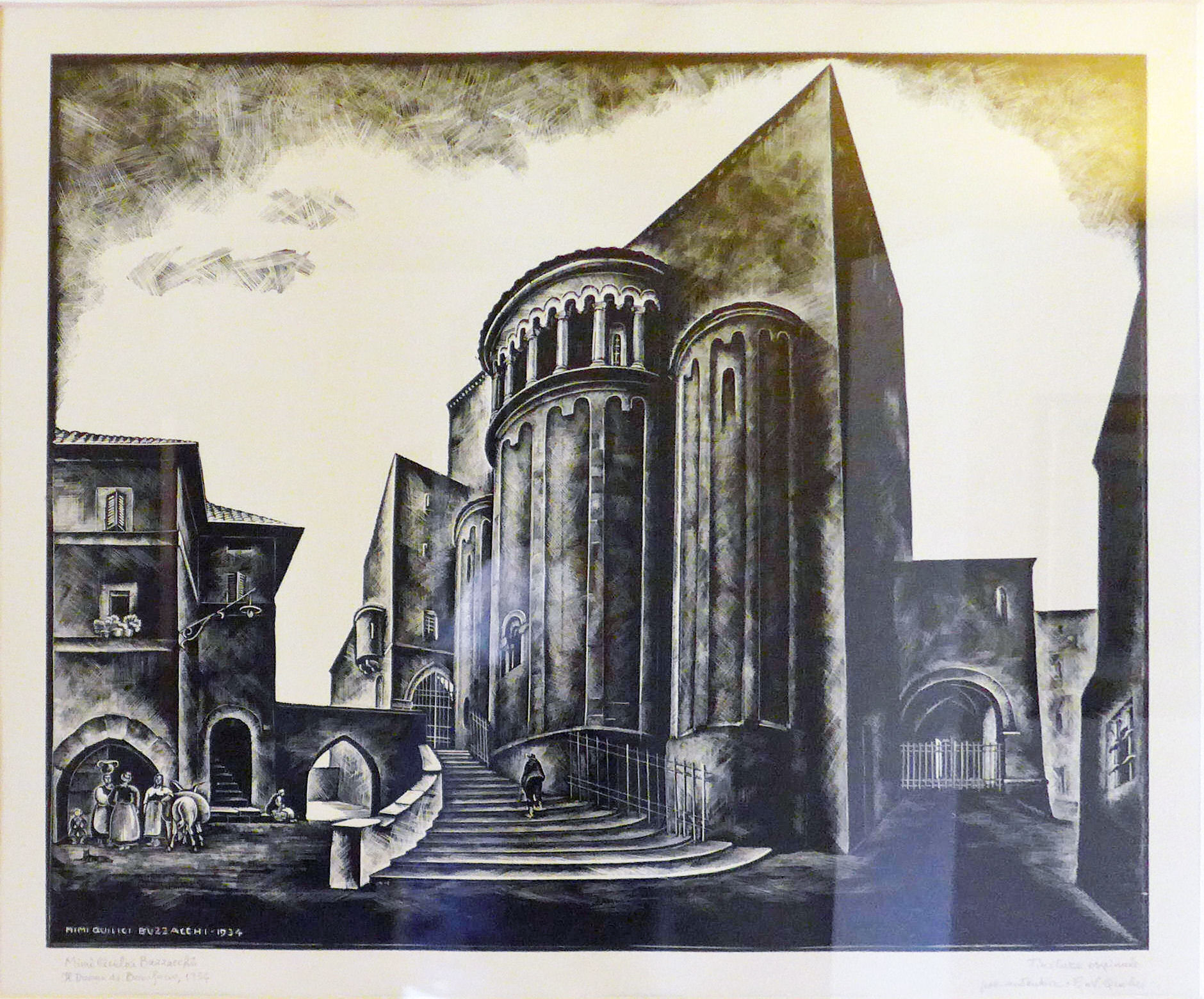
Anagni, Civica raccolta d'arte Medole, 1934.

Appartenente ad una famiglia della colta borghesia medolese, figlia di Lorenzo Buzzacchi e Pia Folegatti e nipote del medico garibaldino Giovanni Buzzacchi, Mimì si trasferisce nella provincia di Ferrara nel 1920 e nel capoluogo dal 1929, in seguito alle nozze con il giornalista Nello Quilici, dal quale avrà i figli Folco e Vieri. Rimasta vedova a causa del celebre incidente aereo di Tobruk, nel quale il marito perì con tutto l'equipaggio di Italo Balbo, si trasferisce a Roma nel 1945.
Formatasi e conosciuta per la sua appartenenza alla cultura ferrarese e inizialmente aderente ai valori di Novecento, il suo approdo alla Scuola romana nel secondo dopoguerra coincide con l'emergere di una nuova libertà espressiva e di una progressiva tendenza all'astrazione, generalmente centrata su paesaggi caratterizzati dalla presenza dell'acqua nelle diverse articolazioni del territorio. La ricerca formale si concentra su alcuni soggetti, a cominciare da quello romano del Tevere e di Monte Mario per poi dilatarsi nel paesaggio costiero italiano, pieno di luce e di colore mediterraneo, come quelli dell'Argentario e di Maratea o ricco di memorie storiche come quelli di Pyrgi e delle Valli di Spina.
Allieva di Edgardo Rossaro, Mimì inizia ad esporre giovanissima in alcune mostre collettive di livello regionale, riscuotendo un largo successo che la porterà ad essere invitata a tutte le edizioni della Biennale di Venezia dal 1928 al 1950. Nel 1931 a Milano tiene la sua prima mostra personale alla Casa degli Artisti con la presentazione di Carlo Socrate. Lo stesso anno viene invitata alla Prima Quadriennale di Roma. Anche qui verrà poi costantemente invitata sino alla settima edizione del 1959.
Dal gennaio 1933 al novembre 1935 cura la veste editoriale della Rivista di Ferrara, componendone con tecnica d'incisione le stesse copertine e frequenta il pittore Achille Funi, che dal '34 al '38 è impegnato ad affrescare la Sala dell'Arengo al Palazzo Municipale di Ferrara. Mimì Quilici Buzzacchi fa parte, insieme ad Achille Funi, Arrigo Minerbi e Galileo Cattabriga, della “crème del Novecentismo locale”, come l'ha definita lo storico dell'arte Lucio Scardino.
Nel 1938 inizia il lavoro preparatorio degli affreschi per la Cappella del Villaggio Corradini in Libia, con soggetto La glorificazione delle sante Felicita e Perpetua. Degli affreschi originali, oggi andati perduti, resta un bozzetto conservato presso la collezione Wolfson di Genova. L'anno successivo Giuseppe Ravegnani presenta la sua personale Mostra d’Arte Coloniale a Genova, in cui sono esposte numerose pitture ad olio e xilografie di soggetto libico. Lo stesso anno partecipa alla I edizione del Premio Bergamo e alla terza Quadriennale di Roma con la xilografia Leptis Magna – Foro Nuovo Severiano, opera pubblicata nella cartella di dieci grandi xilografie Italia Antica e Nuova, con la presentazione di Ugo Ojetti.
Dopo una breve residenza a Bruntino nel bergamasco dal 1942 al 1945, si trasferisce definitivamente assieme ai figli a Roma finita la guerra; alla fine degli anni Cinquanta ritorna nelle Valli di Comacchio, dove inizia ad eseguire il ciclo dei quadri di Spina. Nel 1960 si tiene al Chiostrino di San Romano a Ferrara, con la presentazione di Giorgio Bassani, la mostra dedicata a Le Valli di Comacchio. In questi anni, stringe amicizia con Alfredo Zanellato, con cui collaborerà successivamente.
Nel 1966 viene pubblicato il volume Paesaggi come vita, contenente 29 disegni (dal 1923 al 1965) e la presentazione di Cesare Zavattini. Lo stesso anno compie una crociera attorno al continente africano durante il quale produce numerose opere grafiche, che verranno poi esposte alla mostra “Periplo africano” alla Libreria-Galleria Paesi Nuovi di Roma con la presentazione di Licisco Magagnato.
Nel 1967 l'associazione milanese Amici del Po organizza un viaggio sul fiume per pittori, tra cui la Quilici Buzzacchi, da Piacenza a Ferrara. Il viaggio si conclude con il IV Premio Nazionale di Pittura "Il nostro Po" e due mostre al Castello Estense di Ferrara e nel Palazzo del Turismo a Milano.
Nel 1972 è invitata ad esporre una selezione di opere degli anni Cinquanta-Settanta al Centro Attività Visive del Palazzo dei Diamanti di Ferrara con presentazione di Licisco Magagnato. Roma la celebra più volte allestendo nel 1976 una mostra antologica a Palazzo Braschi, intitolata ad uno dei suoi temi preferiti: Quadri del Tevere; nel 1979 alla Galleria Pantheon con la mostra Mediterraneo: luce e spazio; nel 1981 con una retrospettiva dell'intera sua opera grafica, Sessant'anni di Xilografia 1921-1981.
Ancora nel 1981 si tiene a Ferrara una mostra che ha per soggetto il Castello Estense, dove l'artista espone una serie di opere eseguite nel suo studio di Roma. Nel 1982 Giorgio Bassani presenzia alla personale allestita a Parigi all'Istituto di Cultura Italiano, dal titolo Paysage du Delta du Po. Nel 1987 viene presentata la mostra antologica dal titolo Paesaggi miei al Palazzo Bellini di Comacchio. È del 1998-99 invece la grande retrospettiva che si tiene al Palazzo Massari di Ferrara e alla Torre Civica di Medole.
Omaggi postumi le sono stati tributati alla Galleria comunale d'arte moderna di Roma nel 2016 con un'ampia personale, comprendente anche foto e filmati amatoriali forniti dai familiari dell'artista, Mimì Quilici Buzzacchi. Tra segno e colore e a Medole suo paese natale, nel 2017 con Sessant'anni di storia grafica 1922-1983.

## Opere in collezioni pubbliche
- Anagni, xilografia su carta, 1934, Civica raccolta d'arte Medole
- Il nonno garibaldino, olio su tavola, 1961, Civica raccolta d'arte Medole[11]
- Radura di Fiumicino, olio su tela, 1961, Civica raccolta d'arte Medole
- Strada Ponte Novo, olio su compensato, Civica raccolta d'arte Medole